# Szeretvásár
Szeretvásár (románul: Siret, németül: Sereth, lengyelül: Seret) város Romániában, Suceava megyében, Bukovinában.

## Fekvése
A megye északkeleti részén helyezkedik el, a Szeret völgyében, északi irányban Ukrajnával szomszédos. Szucsáva városától 46 km-re helyezkedik el a DN2-es főút mentén.

## Nevének eredete
Nevét arról a folyóról kapta, amelynek a partján fekszik. A román Siret, magyar Szeret, lengyel Seret, ukrán Серет (Szeret) folyónév valamely korábbi népesség által adott indoeurópai eredetű elnevezés. A legközelebbi nyelvi párhuzama az óind सरित् (szarit) ’patak, folyó’ szó. A település korai magyar nevű említései latin nyelvű egyházi vizitációs okmányokból ismertek, elsőként 1550-ből Zered alakban, majd 1646–8-ből mint Seredvasar. Ez utóbbit újították fel a XIX. században előbb Szeredvásár, majd Szeretvásár alakban.

## Történelem
Első írásos említése 1340-ből való.
A településnek 1345-ben már állt ferences kolostora is.
1371-ben kapott városi rangot.
Ősi erődje, mely földből és kőből épült a Szeret folyó jobb partján állt. A vár szomszédságában alakult ki a mai város. A régi várnak azonban mára már nyoma sem maradt.
1359-ben az önálló moldvai fejedelemség megalapítója I. Bogdan fejedelem (1359-1365) áthelyezte az eddig Moldvabányában (románul: Baia) levő székhelyét Siretbe.
Fia és egyben utóda, Lațcu fejedelem (1365-1374) engedélyt kért a pápától katolikus püspökség megalapítására, mivel katolikus hitre tért népe egy részével együtt. 1371-ben a pápa Krakkói András ferences rendi  szerzetest nevezte ki a város első püspökének.
A középkor folyamán a város katolikus püspöki székhely volt.
Siret városa és környéke Margit fejedelemasszony birtoka volt. Ezért gyakran nevezték a fejedelemasszony városának.
1388-ban az uralkodói székhely Siret helyett Szucsáva lett. A város fejlődése ez időtől lelassult.
Bandinus érsek 1646. évi jelentésében Seredvasar, románul Seredest.

## Népesség
A lakosság etnikai összetétele a 2002-es népszámlálási adatok alapján:
- Románok:  8780 (94,11%)
- Ukránok:  279 (2,99%)
- Németek:  131 (1,40%)
- Lengyelek:  92 (0,98%)
- Lipovánok:  31 (0,33%)
- Magyarok:  4 (0,04%)
- Szerbek:  3 (0,03%)
- Zsidók:  2 (0,02%)
- Romák:  1 (0,01%)
- Csehek:  1 (0,01%)
- Más etnikumúak:  5 (0,05%)

A lakosok 84,49%-a ortodox vallású (7883 lakos), 5,75%-a római katolikus (537 lakos), 4,28%-a görögkatolikus (400 lakos), 2,59%-a pünkösdista (242 lakos), 1,39%-a pedig evangéliumi keresztény vallású (130 lakos).

## Látnivalók

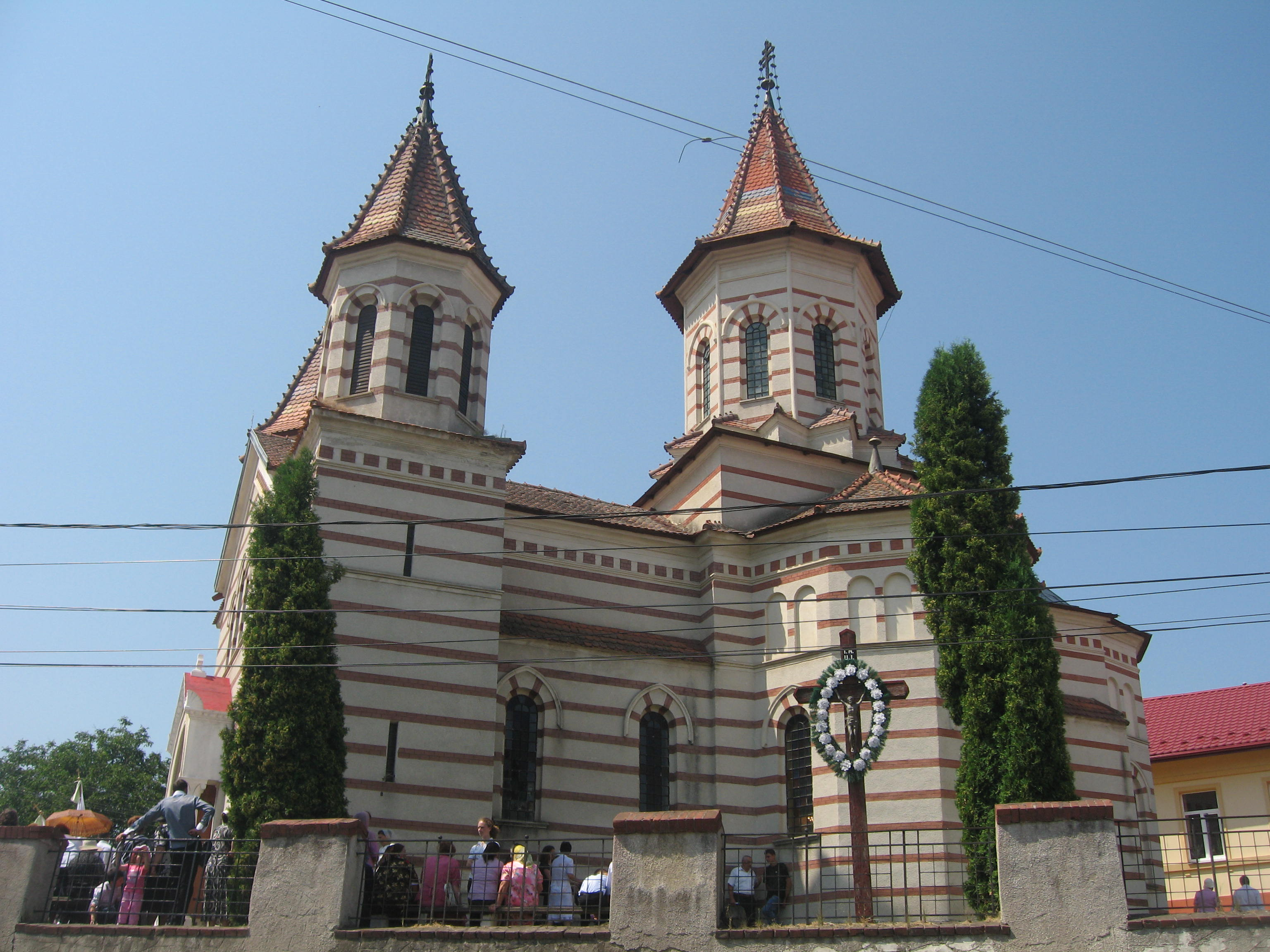
Görögkatolikus templom

- Szentháromság templom - 1354-1358 között épült Sas vajda kezdeményezésére.
- Szent János templom -1384-ben Margit fejedelemasszony alapítványaként épült és eredetileg katolikus templom volt. 1670-ben újjáépítették.
- Zsidó temető